# John Grierson
John Grierson (26 d'abril de 1898 - 19 de febrer de 1972) va ser un documentalista escocès, sovint considerat el pare del documental britànic i canadenc. El 1926, Grierson va encunyar el terme "documental" en una revisió de Moana de Robert J. Flaherty.
Va néixer a Deanston, Escòcia. Va anar a la Universitat de Glasgow on va estudiar comunicació abans de decidir-se pel cinema.
El seu primer film titulat Drifters (1929), sobre els pescadors d'areng a Anglaterra. Poc després va ser nomenat director de la Unitat de Films (EMB).
Sent una persona creativa, extremadament organitzat i disciplinat, es va encarregar de reclutar un exèrcit de prospectes per impulsar la nova tasca de la Unitat de Films, persones amb poca o cap experiència; persones que amb el temps es van convertir en grans directors del gènere documental i que amb les seves pel·lícules van ajudar a promoure una nova imatge de la classe treballadora i la importància de la seva tasca en el desenvolupament industrial de Gran Bretanya.
Grierson va continuar al capdavant de la Unitat de films durant diversos anys on es va donar a conèixer com el "padrí del documental". El 1933 la Unitat de Films passa a ser part de l'oficina general de correus prenent el nom d'Unitat de Films de l'Oficina General de Correus (GPO), de la qual Grierson va continuar sent el seu director fins a l'any 1938 quan és convidat al Canadà on va proposar al govern la creació d'un organisme nacional per a la coordinació de la producció de films. A l'any següent 1939, Canadà va crear la comissió nacional de films, que després es convertiria en Junta Nacional Fílmica de Canadà (National Film Board of Canada), de la qual Grierson seria el seu primer comissionat. Quan Canadà va entrar a la II Guerra Mundial el mateix any, la Junta (NFB) es va enfocar en la producció de films amb fins propagandístics, molts dels quals van ser dirigits pel mateix Grierson.
Després de la Guerra, la seva producció es va enfocar a la vida dels canadencs. La National Film Board of Canada és una institució reconeguda mundialment per la producció de films d'alta qualitat.

## Filmografia
Filmografia com a director:
- Drifters (1929; projectat per primera vegada a l'estrena britànica de Battleship Potemkin)
- Granton Trawler (1934)

Filmografia com a productor/col·laborador creatiu:
- O'er Hill and Dale (dir. Basil Wright 1932)
- UP-STREAM: A Story of the Scottish Salmon Fisheries (dir. Arthur Elton 1932)
- Cargo from Jamaica (dir. Basil Wright 1933)
- Industrial Britain (dir. Robert Flaherty 1933)
- Cable Ship (dir. Alexander Shaw and Stuart Legg 1933)
- Coming of the Dial (dir. Stuart Legg 1933)
- Liner Cruising South (dir. Basil Wright 1933)
- Man of Aran (dir. Robert Flaherty 1934)
- New Operator (dir. Stuart Legg 1934)
- Pett and Pott: A Fairy Story of the Suburbs (dir. Alberto Cavalcanti 1934)
- Post Haste (dir. Humphrey Jennings 1934)
- Spring Comes to England dir. Donald Taylor 1934)
- Six-thirty Collection (dir. Harry Watt and Edgar Anstey 1934)
- Song of Ceylon (dir. Basil Wright 1934)
- (dir. Stuart Legg 1935)
- A Colour Box (dir. Len Lye 1935)
- Housing Problems (dir. Edgar Anstey, Arthur Elton 1935)
- Introducing the Dial (dir. Stuart Legg 1935)
- Coal Face (dir. Alberto Cavalcanti 1935)
- B.B.C. Droitwich (dir. Harry Watt 1935)
- Night Mail (dir. (Basil Wright, and Harry Watt 1936)
- Saving of Bill Blewitt (dir. Basil Wright 1936)
- Line To The Tschierva Hut (dir. Alberto Cavalcanti 1937)
- Children At School (dir. Basil Wright 1937)
- We Live In Two Worlds (dir. Alberto Cavalcanti 1937)
- Daily Round (dir. Richard Massingham, Karl Urbahn 1937)
- Trade Tattoo (dir. Len Lye 1937)
- The Face of Scotland (dir. Basil Wright 1938)
- The Children's Story (dir. Alexander Shaw 1938)
- Scotland for Fitness (dir. Brian Salt 1938)
- They Made the Land (dir. Mary Field 1938)
- Sport in Scotland (dir. Stanley L. Russell 1938)
- Wealth of a Nation (dir. Donald Alexander 1938)
- Sea Food (1938)
- The Londoners (dir. John Taylor (director) 1939)
- Churchill's Island (dir. Stuart Legg 1941)
- Four Men in Prison (dir. Max Anderson 1950)
- Judgment Deferred (dir. John Baxter 1951)
- Brandy for the Parson (dir. John Eldridge 1952)
- The Brave Don't Cry (dir. Philip Leacock 1952)
- Miss Robin Hood (dir. John Guillermin 1952)
- Time Gentlemen, Please! (dir. Lewis Gilbert 1952)
- You're Only Young Twice (dir. Terry Bishop 1952)
- Man of Africa (dir. Cyril Frankel 1953)
- Background (dir. Daniel Birt 1953)
- Laxdale Hall (dir. John Eldridge 1953)
- The Oracle (dir. C.M. Pennington-Richards 1953)
- Child's Play (dir. Margaret Thomson 1954)
- Devil on Horseback (dir. Cyril Frankel 1954)
- Rivers at Work (dir. Lew Davidson 1958)
- This Wonderful World (dir. various 1957–67)
- Seawards the Great Ships (dir. Hilary Harris 1960)
- The Heart of Scotland (dir. Laurence Henson 1961)
- The Creative Process (dir. Donald McWilliams 1961)
- Health of a City (dir. Derek Williams 1965)
- I Remember, I Remember (dir. James Sutherland 1968)